# WOH G64
WOH G64 é uma estrela hipergigante amarela na Grande Nuvem de Magalhães. Com 800 vezes o raio do Sol, é uma das maiores estrelas conhecidas.